# Elecciones municipales de Guaymallén de 2019
Las elecciones en el departamento de Guaymallén de 2019 tuvieron lugar el 29 de septiembre, junto con las elecciones provinciales. En dicha elección se eligieron intendente municipal y concejales. Estuvieron habilitados para votar 224.243 guaymallinos, repartidos en 648 mesas electorales.
Las candidaturas oficiales se definieron en las elecciones primarias, abiertas, simultáneas y obligatorias (PASO) que tuvieron lugar el 9 de junio de 2019.

## Resultados

### Elecciones primarias
Las elecciones primarias, abiertas, simultáneas y obligatorias (PASO) tuvieron lugar el 9 de junio de 2019. Se presentaron catorce precandidatos a la intendencia por ocho espacios políticos distintos. Para pasar a la elección general, es requisito sacar más del 3 % de los votos, además de ganar la interna del partido al que se representa.
|  | 77,51 % |

|  | 45,33 % |

|  | 19,09 % |

|  | 3,40 % |

|  | 70,63 % |

|  | 29,84 % |

|  | 22,29 % |

|  | 4,21 % |

|  | 2,78 % |

|  | 0,09 % |

|  | 9,72 % |

|  | 4,60 % |

|  | 2,01 % |

|  | 1,32 % |

|  | 0,80 % |

|  | 0,49 % |

|  | 94,11 % |

|  | 3,52 % |

|  | 2,37 % |

|  | 76,88 % |

|  | 100 % |

### Elecciones generales
Las elecciones generales tuvieron lugar el 29 de septiembre de 2019. El cargo a la intendencia se disputó entre los cuatro candidatos que lograron superar las elecciones primarias.

#### Intendente
|  | 55,93 % |

|  | 30,39 % |

|  | 9,75 % |

|  | 3,93 % |

|  | 95,60 % |

|  | 3,03 % |

|  | 1,37 % |

|  | 78,70 % |

|  | 100 % |

#### Concejales
|  | 55,51 % |

|  | 30,51 % |

|  | 9,92 % |

|  | 4,06 % |

|  | 95,19 % |

|  | 3,44 % |

|  | 1,37 % |

|  | 78,70 % |

|  | 100 % |